# Mateus 18

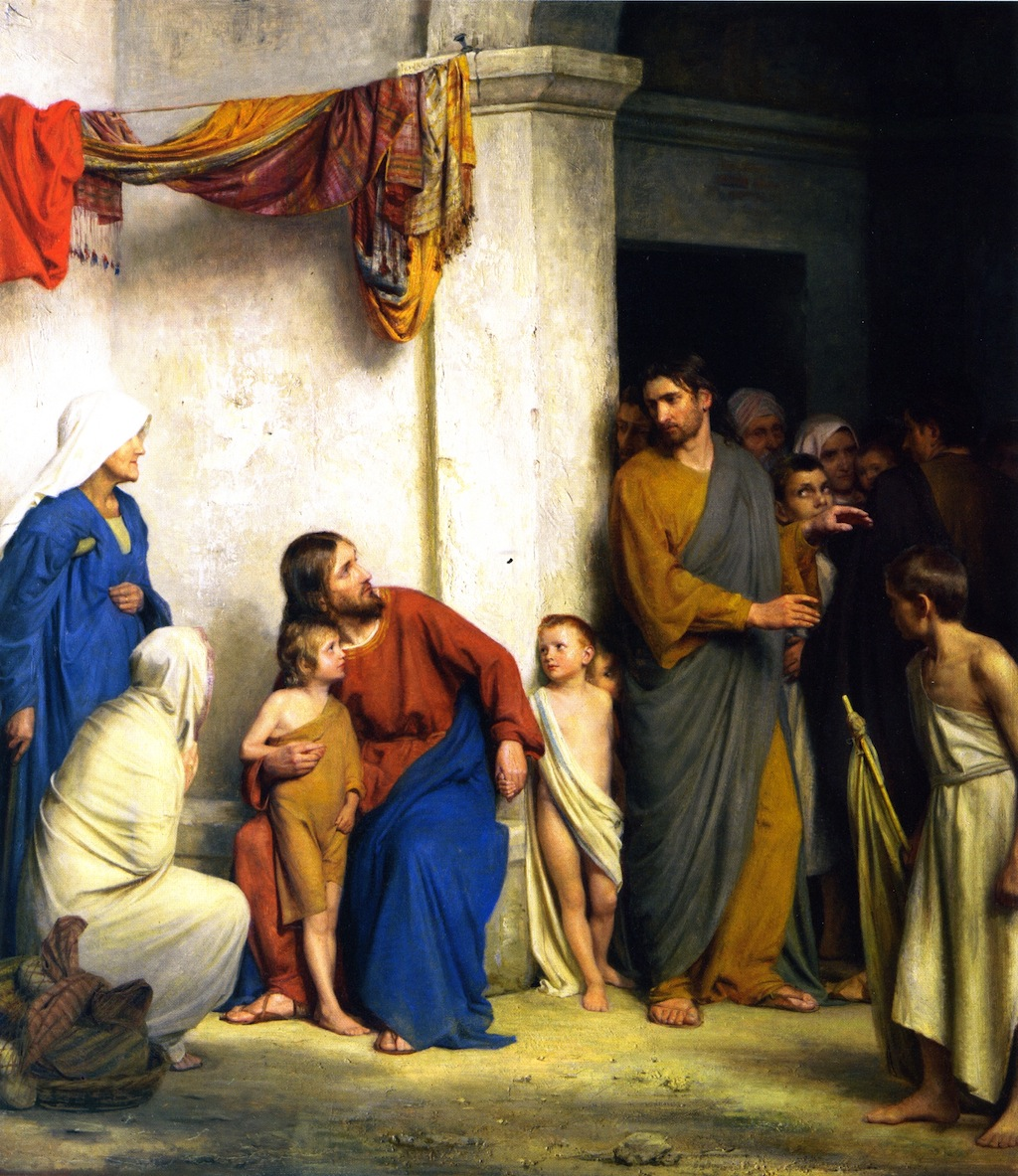
Venham a mim as criancinhas, um dos episódios mais conhecidos da vida de Jesus narrado em Mateus 18.
Séc. XIX. Por Carl Heinrich Bloch, atualmente no Museu de História Natural da Dinamarca.

Mateus 18 é o décimo-oitavo capítulo do Evangelho de Mateus no Novo Testamento da Bíblia e um dos cinco discursos de Mateus, conhecido como Discurso sobre a Igreja. Neste capítulo também estão algumas parábolas de Jesus sobre o Reino de Deus. O tema geral do discurso é uma antecipação à futura comunidade de seguidores e o papel dos apóstolos em liderá-la.

## Venham a mim as criancinhas
- Venham a mim as criancinhas (Mateus 18:1–6)

No início do capítulo, Mateus relata a primeira das duas vezes que Jesus fala das crianças (ele voltará ao assunto no capítulo seguinte). Este trecho é similar também a Marcos 9 (Marcos 9:33–37) e Lucas 9 (Lucas 9:46–48). Depois de ser perguntado sobre quem seria o maior no reino dos céus, Jesus chama um menino e afirma que os discípulos devem fazer como eles, pois senão não entrarão no reino dos céus: «Quem, pois, se tornar humilde como este menino, esse será o maior no reino dos céus.» (Mateus 18:4).

## Se tua mão é... pedra de tropeço

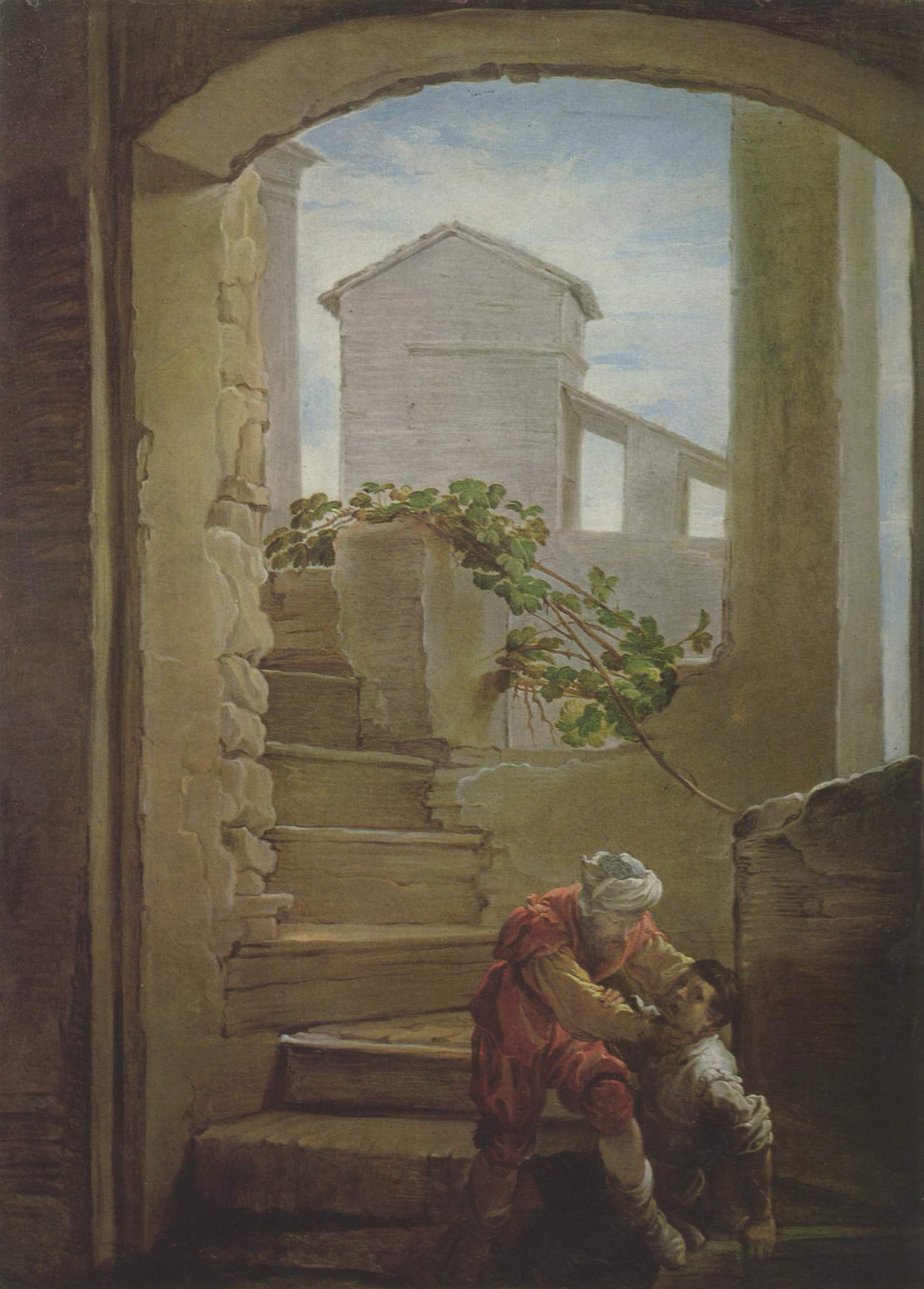
"O servo enforcando o seu servo", uma imagem da Parábola do Credor Incompassivo, exclusiva do Evangelho de Mateus.
c. 1620. Por Domenico Fetti, atualmente na Pinacoteca dos Mestres Antigos de Dresden, na Alemanha.

Jesus em seguida lamenta aqueles que servem de tropeços para os outros e afirma:
| “ | «Se a tua mão ou o teu pé te serve de pedra de tropeço, corta-o e lança-o de ti; melhor é entrares na vida manco ou aleijado, do que, tendo duas mãos ou dois pés, seres lançado no fogo eterno. Se o teu olho te serve de pedra de tropeço, arranca-o e lança-o de ti; melhor é entrares na vida com um só dos teus olhos, do que, tendo dois, seres lançado na geena de fogo.» (Mateus 18:8–9) | ” |

## Ovelha Perdida
Para ilustrar a lição, Jesus conta a Parábola da Ovelha Perdida (Mateus 18:10–14), que aparece também em Lucas 15 (Lucas 15:1–7). Segundo Mateus um pastor deixa seu rebanho de 100 ovelhas a fim de encontrar uma ovelha que se perdeu e como ele se regozija muito mais por salvar a ovelha perdida do que pelas 99 que já estão salvas. Assim, segundo ele, é também com as crianças.

### Versículo 11
O versículo 11 («{Porque o Filho do homem veio salvar o que havia perecido}» (Mateus 18:11)) não aparece em todas as traduções da Bíblia por não aparecer nos manuscritos mais antigos do Evangelho de Mateus. Segundo Metzger, foi emprestado pelos copistas de Lucas 19:10. 

## Ligando e desligando
Jesus então passa a falar do perdão e da forma como os discípulos deverão tratar da recusa em ouvir os conselhos do grupo (a "igreja"). Segundo Mateus, a repreensão pelo pecado deve ser particular e individual. Em caso de recusa em ouvir o conselho, testemunhas devem ser convocadas para ouvir. Se ainda assim houver recusa, «Se ele recusar ouvi-los, dize-o à igreja; e se também recusar ouvir a igreja, considera-o como gentio e publicano.» (Mateus 18:17), ou seja, alguém que está "fora da igreja". Finalmente Jesus ensina sobre "ligar e desligar", algo que já havia feito antes durante o episódio da Confissão de Pedro no capítulo 16:
| “ | «Em verdade vos digo: Tudo o que ligardes sobre a terra, será ligado no céu; e tudo o que desligardes sobre a terra, será desligado no céu. Ainda vos digo mais que se dois de vós sobre a terra concordarem em pedir alguma coisa, ser-lhes-á feita por meu Pai que está nos céus. Pois onde dois ou três estão congregados em meu nome, ali estou eu no meio deles.» (Mateus 18:20) | ” |

O discurso termina quando Pedro pergunta quantas vezes poderá pecar um irmão antes que seja perdoado e Jesus responde que será "setenta vezes sete".

## Credor incompassivo
- Parábola do Credor Incompassivo

Esta longa parábola é exclusiva do Evangelho de Mateus e está em Mateus 18:23–35. O foco é o perdão e o reino dos céus. Segundo Jesus, o reino é como um rei que resolve acertar as contas com seus servos. O primeiro não pôde pagar e se viu condenado a ser vendido com toda sua família e bens para quitar a dívida. O servo implorou e, reverenciando o rei, pediu perdão, prometeu pagar tudo e foi perdoado. Este mesmo servo, porém, quando encontrou um dos que lhe deviam, não teve a mesma compaixão e mandou prender o companheiro até que pagasse dívida. Quando o rei soube, ficou furioso e mandou prendê-lo também até que pagasse tudo o que devia, pois ele não despendera ao irmão o mesmo perdão que recebera. Segundo Jesus:
| “ | «Assim também meu Pai celestial vos fará, se cada um de vós do íntimo do coração não perdoar a seu irmão.» (Mateus 18:35) | ” |

## Manuscritos
- Papiro 25 - versículos 32 a 34.
- Papiro 44 - versículos 15, 17 e 19.